# Wappenbury
Wappenbury – wieś i civil parish w Anglii, w hrabstwie Warwickshire, w dystrykcie Warwick. Leży 11 km na północny wschód od miasta Warwick i 128 km na północny zachód od Londynu. W 2001 roku civil parish liczyła 40 mieszkańców. Wappenbury jest wspomniana w Domesday Book (1086) jako Wapeberie.